# Wendover (Royaume-Uni)
Wendover est un bourg, au pied des collines Chilterns dans le Buckinghamshire, en Angleterre. C'est aussi une civil parish (en français « paroisse civile ») du district de Aylesbury Vale.

## Étymologie
Le nom de la localité dérive du brittonique winn « blanc » et dur « eau » (comparez avec gwendour en breton et gwyndwfr en gallois).

## Histoire
Edmund Burke est élu à la Chambre des communes — représentant Wendover quand il est un bourg pourri — en 1765. 
La ville Saint-Cyrille-de-Wendover au Québec est nommée en l'honneur du colon Cyrille Brassard et de la localité de Wendover.

## Personnalités liées à la ville
- Bolesław Habowski (1914-1979), joueur de football polonais, y est mort ;
- Gordon Onslow Ford, (1912-2003), peintre, aquarelliste et dessinateur, y est né ;
- Cecilia Payne-Gaposchkin (1900-1979), astronome anglo-américaine et la première femme nommée chef du département d'astronomie de Harvard en 1956, y est née ;
- Margaret Rawlings (1906-1996), actrice anglaise, y est morte ;
- John Van der Kiste (1954-), auteur et historien britannique, y est né ;
- Roger de Wendover (?-1236), probablement originaire de Wendover, est un chroniqueur anglais du XIIIe siècle ;
- William Wilson Saunders (1809-1879), agent d’assurances, botaniste et entomologiste britannique, né à Little London (en) près de Wendover.

## Jumelage
- Liffré (France) depuis 1976[2]